# Лучкинское сельское поселение
Лучкинское се́льское поселе́ние — сельское поселение в Хорольском районе Приморского края.
Административный центр — село Лучки.

## История
Статус и границы сельского поселения установлены Законом Приморского края от 11 октября 2004 года № 146-КЗ «О Хорольском муниципальном районе»

## Население
| 2008  | 2010  | 2011  | 2012  | 2013  | 2014  | 2015  |
| ----- | ----- | ----- | ----- | ----- | ----- | ----- |
| 1361  | ↘1190 | ↘1189 | ↘1129 | ↘1102 | ↘1090 | ↗1102 |
| 2016  | 2017  | 2018  | 2019  | 2020  |       |       |
| ↘1094 | ↘1091 | ↘1045 | ↘1032 | ↘991  |       |       |

## Состав сельского поселения
В состав сельского поселения входят 4 населённых пункта:
| № | Населённый пункт | Тип населённого пункта       | Население |
| - | ---------------- | ---------------------------- | --------- |
| 1 | 12-й км          | село                         | ↗7        |
| 2 | Берёзовка        | село                         | ↘244      |
| 3 | Лучки            | село, административный центр | ↘863      |
| 4 | Малые Лучки      | село                         | ↘76       |

## Местное самоуправление
Администрация
Адрес: 692269, с. Лучки, ул. Колхозная, 18. Телефон: 8 (42347) 53-1-39
Глава администрации
- Стефанович Наталья Евгеньевна